# Libera tumuloides
Libera tumuloides foi uma espécie de gastrópodes da família Charopidae.
Foi endémica das Ilhas Cook.